# Port-le-Grand
Port-le-Grand – miejscowość i gmina we Francji, w regionie Hauts-de-France, w departamencie Somma.
Według danych na rok 2011 gminę zamieszkiwały 283 osoby, a gęstość zaludnienia wynosiła 25 osób/km² (wśród 2293 gmin Pikardii Port-le-Grand plasuje się na 668. miejscu pod względem liczby ludności, natomiast pod względem powierzchni na miejscu 354.).